# The End of the World (pintura)
The End of the World também conhecida como The Great Day of His Wrath (respectivamente, O Fim do Mundo e O Grande Dia da Sua Ira em tradução literal) é uma pintura a óleo do artista inglês John Martin realizada entre os anos de 1851 e 1853. De acordo com Frances Carey, a pintura mostra a "destruição da Babilônia e do mundo material por cataclismo natural". Esse quadro, segundo Frances Carey, é uma resposta para a emergente cena industrial de Londres como metrópole no começo do século XIX, e o crescimento original da civilização babilônica e sua destruição.. Alguns estudiosos como William Feaver veem a pintura como "o colapso de Edimburgo, na Escócia". Já Charles F. Stuckey é cético em relação à ligação com Edimburgo. De acordo com a Tate, o quadro retrata uma passagem do livro bíblico de Apocalipse, capítulo 16.
Leopold Martin, filho de John Martin, disse que seu pai achou inspiração viagem noturna pelo Black Country. Isso levou alguns estudiosos a afirmar que a rápida industrialização da Inglaterra no início do século XIX influenciou Martin.
Alguns autores usaram o quadro como capa de seus livros, por exemplo, Mass of the Apocalypse e Studies in the Book of Revelation.

## Descrição
De acordo com Frances Carey, curador-adjunto do departamento de pinturas e desenhos do Museu Britânico, a pintura mostra a "destruição da Babilônia e do mundo material por cataclismo natural". William Feaver, crítico de arte do The Observer, acredita que esta pintura retrata o colapso do Edimburgo, na Escócia. Calton Hill, Arthur's Seat e o Castelo de Edimburgo, segundo ele, estão caindo juntos sobre o vale entre eles Charles F. Stuckey, professor de Arte, Teoria e Criticismo da Escola do Instituto de Artes de Chicago, se mantém cético sobre tais conexões argumentando que elas não foram corretamente provadas.